# たかの舞俐
たかの 舞俐（たかの まり ）は、日本の現代音楽の作曲家。

## 略歴
東京都出身。桐朋学園大学を卒業後、フライブルク音楽大学でブライアン・ファーニホウに師事し、その後ハンブルク音楽大学でジェルジ・リゲティに師事した。第四回入野賞、シュトゥットガルト州主催作曲賞などを受賞。ドイツではマンフレート・シュターンケに率いられたリゲティ門下生で結集した「カオスマ」の一員として活躍していた。

## 教育
現在は文教大学湘南キャンパスで、講師を務める。2014年よりフェリス女学院大学で准教授を務めている。

## 代表作品
「ウーマンズ・パラダイス」、室内オペラ「雪の女王」、「2つのシャンソン」、「無限の月、夢幻の星」、「LigAlien」、「フルートコンチェルト」ほか。